# Rémi Rippert
Rémi Rippert (Avignone, 16 luglio 1971) è un ex cestista francese.

## Carriera
Con la Francia ha disputato i Campionati europei del 1997.

## Palmarès
- Coppa di Francia: 2

ASVEL: 1996, 1997